# Assalt al tren Pelham 1, 2, 3
 Assalt al tren Pelham 1, 2, 3 (original: The Taking of Pelham 1 2 3) és una pel·lícula estatunidenca de Tony Scott estrenada el 2009. Aquesta pel·lícula és un remake de Pelham un, dos, tres dirigida per Joseph Sargent el 1974. Ha estat doblada al català

## Argument
Walter Garber és guardaagulles del metro a Nova York. Com cada dia, vigila el bon desenvolupament del trànsit, quan el tren Pelham 123 s'immobilitza sense explicació. És el començament del malson. Ryder, un criminal tan intel·ligent com audaç, ha pres com a ostatge el tren i els seus passatgers. Amb els seus tres còmplices fortament armats, amenaça d'executar els viatgers si no li és ingressat un rescat de pressa. Entre els dos homes comença un increïble pols. Cadascú té els seus trumfos, cadascú té secrets, i el cara a cara arrisca de fer tantes víctimes com danys. La carrera contra el rellotge comença.

## Repartiment
- Denzel Washington: Walter Garber
- John Travolta: Dennis "Ryder" Ford
- Luis Guzmán: Ramos
- Victor Gojcaj: Bashkim
- Gbenga Akinnagbe: Wallace
- John Turturro: Camonetti
- Chance Kelly: el capità Kelley
- Ramon Rodriguez: Delgado
- Brian Haley: el capità de policia Hill
- Michael Rispoli: John Johnson
- Jason Butler Harner: Mr. Thomas
- Adrian Martinez: el taxista
- Eliezer Meyer: un empleat del metro
- Alex Kaluzhsky: George
- Jason Cerbone: Oficial Davis
- Ty Jones: un sniper de l'ESU
- James Thomas Bligh: l'oficial Martinez
- Dawn Douglas: un ostatge del metro
- James Gandolfini: alcalde

## Rebuda
- "No hi ha res dolent a l'" Assalt al tren Pelham 1, 2, 3", de Tony Scott, excepte pel fet que realment no hi res gran en el film. Ningú fa un magnífic treball, excepte els d'efectes especials.[2]
- Scott aconsegueix aquí un altre dels seus carrussels d'imatges i sons, sempre al màxim d'adrenalina i amb els actors molt entonats[3]